# Jean Kemm
Jean Kemm (París, 15 de mayo de 1874 – La Roche-Guyon, 1939) fue un intérprete teatral, así como actor y director cinematográfico de nacionalidad francesa, activo en la época del cine mudo. 
Su nombre artístico era Jules Adolphe Félix Bécheret.

## Filmografía

### Como director
| - 1917 : Honneur d'artiste - 1918 : L'Obstacle - 1919 : Le destin est maître - 1920 : André Cornelis - 1921 : L'Énigme - 1921 : Micheline - 1921 : La Ferme du Choquart - 1922 : L'Absolution - 1923 : Vidocq - 1924 : Ce pauvre chéri - 1924 : L'Enfant-roi - 1925 : Le Bossu - 1926 : Son premier film | - 1927 : André Cornelis - 1930 : Le Juif polonais - 1930 : Atlantis - 1931 : Amour et discipline - 1932 : Le Coffret de laque - 1932 : Haï-Tang - 1933 : Les Surprises du divorce - 1934 : Miss Helyett - 1934 : L'Héritier du Bal Tabarin - 1934 : Le Barbier de Séville - 1936 : La Loupiote - 1937 : La Pocharde - 1937 : Liberté |

### Como actor
| - 1909 : Chercheurs d'or - 1911 : L'Homme de peine - 1911 : Le Remords du juge - 1911 : Le Foyer perdu - 1911 : Le Chef d'œuvre - 1911 : La Gouvernante - 1911 : Cadoudal - 1912 : Nini l'assommeur - 1912 : Le Petit Chose - 1912 : Le Dédale - 1912 : Toto jaloux - 1912 : La Fille du garde-chasse - 1912 : La Fille des chiffonniers - 1912 : Pauvre père - 1912 : Les Mystères de Paris - 1912 : Le Fils de Charles Quint - 1912 : La Porteuse de pain | - 1912 : Le Signalement - 1913 : Une brute humaine - 1913 : L'Infamie d'un autre - 1914 : Vingt ans de haine - 1914 : L'Endormeuse - 1914 : La Vieillesse du père Moreux - 1915 : La Seconde Vérité - 1915 : En famille - 1915 : La Seconde Mère - 1916 : Blessure d'amour - 1916 : Les Deux Marquises - 1916 : Le Mot de l'énigme - 1917 : Le Dédale - 1917 : La Comtesse de Somerive - 1918 : L'Obstacle - 1918 : André Cornélis - 1922 : La Ferme du Choquart |

## Teatro
- 1896 : Lysistrata, de Maurice Donnay a partir de Aristófanes, Teatro du Vaudeville
- 1901 : Au téléphone, de André de Lorde y Charles Foleÿ, escenografía de André Antoine, Teatro Antoine
- 1902 : La Fille sauvage, de François de Curel, escenografía de André Antoine, Teatro Antoine
- 1902 : L'Aventure, de Max Maurey, escenografía de André Antoine, Teatro Antoine
- 1902 : La Bonne Espérance, a partir de Herman Heijermans, escenografía de André Antoine, Teatro Antoine
- 1904 : La Dette, de Paul Gavault y Georges Berr, Teatro del Odéon
- 1909 : La Révolution française, de Arthur Bernède y Henri Cain, Teatro Sarah-Bernhardt
- 1910 : Vidocq, empereur des policiers, de Émile Bergerat, Teatro Sarah-Bernhardt
- 1910 : L'Homme mystérieux, de André de Lorde y Alfred Binet, Teatro Sarah-Bernhardt
- 1911 : La Flambée, de Henry Kistemaeckers, Teatro de la Porte Saint-Martin
- 1913 : La Saignée, de Lucien Descaves y Fernand Nozière, Teatro del Ambigu-Comique
- 1914 : Le destin est maître, de Paul Hervieu, Teatro de la Porte Saint-Martin